# Marina Yuszczuk
Marina Yuszczuk (Quilmes, 1978) es una escritora, periodista y editora argentina. Directora de la editorial Rosa Iceberg, que fundó, es autora de cuatro novelas, dos libros de cuentos y siete poemarios. En 2021, su segunda novela, La sed (2020), la convirtió en la primera ganadora del Premio Nacional de Novela Sara Gallardo.

## Biografía
Marina Yuszczuk nació en 1978 en la ciudad de Quilmes, Argentina. En 1984, se radicó en Bahía Blanca, donde se licenció en Letras por la Universidad Nacional del Sur. En la Universidad Nacional de La Plata, se doctoró en Letras. Escribió reseñas de cine, series de televisión y literatura en diferentes medios gráficos.
En 2004, publicó su primer libro, Guía práctica de las mariposas. En 2012, publicó el libro de poemas Lo que la gente hace, al que le siguió El cuidado de las manos (2012), Madre soltera (2014) y La ola de frío polar (2015), también poemarios.
En 2017, publicó La inocencia, su primera novela, y Los arreglos, su primer libro de cuentos. Ese mismo año, fundó la editorial Rosa Iceberg, de la que es directora editorial.
En 2019, publicó su segundo libro de cuentos, ¿Alguien será feliz?. En 2020, publicó su segunda novela, La sed. En 2021, la obra obtuvo el primer premio de la primera edición del Premio Nacional de Novela Sara Gallardo. Además, fue finalista del Premio Fundación Medifé-Filba 2021.
En 2022, Yuszczuk publicó su tercera novela, Para que sepan que vinimos. En abril de 2025, publicó Historia natural, su cuarta novela, que reimagina los orígenes del Museo de La Plata.

## Obra

### Novela
- La inocencia (2017, Iván Rosado)
- La sed (2020, Blatt & Ríos)
- Para que sepan que vinimos (2022, Blatt & Ríos)
- Historia natural (2025, Blatt & Ríos)

### Cuento
- Los arreglos (2017, Rosa Iceberg)
- ¿Alguien será feliz? (2019, Blatt & Ríos)

### Poesía
- Guía práctica de las mariposas (2004, Cooperativa Editora El Calamar)
- Animal Print (2011, Sacate el Saquito)
- Lo que la gente hace (2012, Blatt & Ríos)
- El cuidado de las manos (2012, Melón Editora)
- Madre soltera (2014, Mansalva)
- La ola de frío polar (2015, Gog y Magog Editora)
- Madre soltera y otros poemas (2020, Blatt & Ríos)

## Premios
- 2021: Premio Nacional de Novela Sara Gallardo por La sed.[14]
- 2021: finalista del Premio Fundación Medifé-Filba.[10]